# Ella Fitzgerald Sings Songs from "Let No Man Write My Epitaph"
Ella Fitzgerald Sings Songs from Let No Man Write My Epitaph è il ventunesimo album della cantante jazz Ella Fitzgerald, pubblicato dalla Verve Records nel 1960.
L'album è la colonna sonora del film Che nessuno scriva il mio epitaffio (Let No Man Write My Epitaph), che la vede tra gli interpreti, accompagnata esclusivamente dal pianista Paul Smith.
La riedizione in CD del 1989 porta il titolo The Intimate Ella.

## Tracce
Lato A
1. Black Coffee (Sonny Burke, Paul Francis Webster) – 3:27
2. Angel Eyes (Earl Brent, Matt Dennis) – 3:27
3. I Cried for You (Gus Arnheim, Arthur Freed, Abe Lyman) – 3:26
4. I Can't Give You Anything but Love, Baby (Dorothy Fields, Jimmy McHugh) – 3:28
5. Then You've Never Been Blue (Ted Fio Rito, Sam M. Lewis, Frances Langford, Joe Young) – 3:10
6. I Hadn't Anyone Till You (Ray Noble) – 2:49
7. My Melancholy Baby (Ernie Burnett, George Norton) – 2:57

Lato B
1. Misty (Johnny Burke, Erroll Garner) – 2:51
2. September Song (Maxwell Anderson, Kurt Weill) – 3:40
3. One for My Baby (and One More for the Road) (Harold Arlen, Johnny Mercer) – 4:17
4. Who's Sorry Now? (Burt Kalmar, Harry Ruby, Ted Snyder) – 3:26
5. I'm Getting Sentimental Over You (George Bassman, Ned Washington) – 2:36
6. Reach for Tomorrow (McHugh, Washington) – 2:24